# Prunet (Haute-Garonne)
Prunet (okzitanisch gleichlautend) ist eine französische Gemeinde mit 149 Einwohnern (Stand: 1. Januar 2022) im Département Haute-Garonne in der Region Okzitanien (vor 2016 Midi-Pyrénées). Sie gehört zum Arrondissement Toulouse und zum Kanton Revel. Die Einwohner werden Prunetains genannt.

## Lage
Prunet liegt in der Landschaft Lauragais am Oberlauf des Flüsschens Dagour, 24 Kilometer östlich von Toulouse. Umgeben wird Prunet von den Nachbargemeinden Saussens im Norden, Francarville im Nordosten und Osten, Mascarville im Südosten, Caraman im Süden und Westen sowie Lanta im Westen und Nordwesten.

## Bevölkerungsentwicklung
| Jahr                       | 1962 | 1968 | 1975 | 1982 | 1990 | 1999 | 2006 | 2013 | 2020 |
| Einwohner                  | 93   | 87   | 83   | 80   | 111  | 134  | 136  | 142  | 149  |
| Quellen: Cassini und INSEE |      |      |      |      |      |      |      |      |      |

## Sehenswürdigkeiten
- Kirche Saint-Martin, erbaut im 17. Jahrhundert

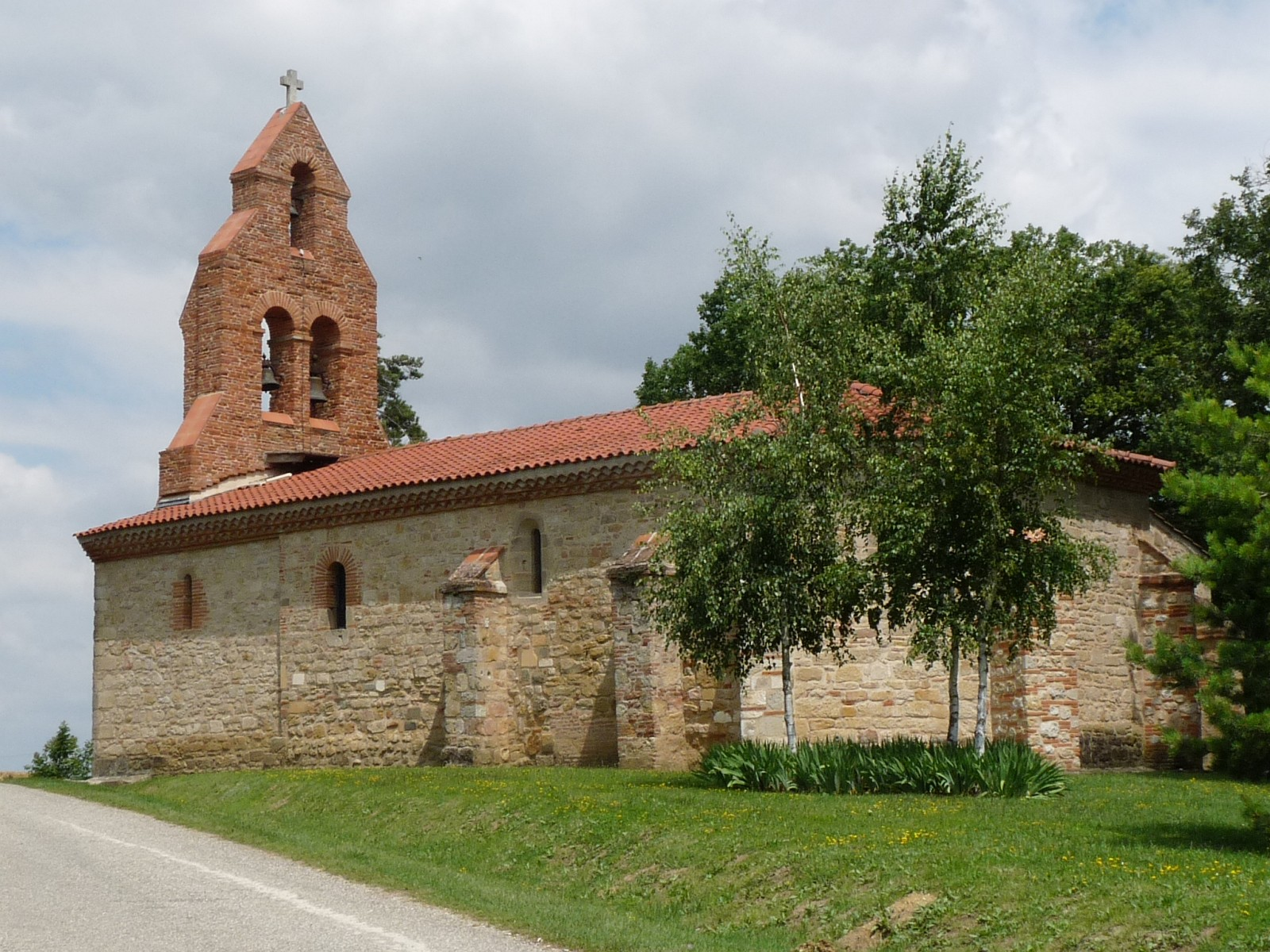
Kirche Saint-Martin

- Windmühle aus dem 18. Jahrhundert